# Tintyava Peak
Der Tintyava Peak (englisch; bulgarisch връх Тинтява wrach Tintjawa) ist ein 950 m hoher und vereister Berg im Grahamland auf der Antarktischen Halbinsel. Auf der Trinity-Halbinsel ragt er 2,28 km westsüdwestlich des Mount d’Urville, 9,57 km nordnordwestlich des Kukuryak Bluff und 13,16 km ostnordöstlich des Lardigo Peak aus den nördlichen Ausläufern des Louis-Philippe-Plateaus auf.
Deutsche und britische Wissenschaftler nahmen 1996 seine Kartierung vor. Die bulgarische Kommission für Antarktische Geographische Namen benannte ihn 2010 nach der Ortschaft Tintjawa im Süden Bulgariens.